# Paula Frassinetti
Paula Frassinetti és una santa italiana de l'Església Catòlica, fundadora de la Congregació de Santa Dorotea (Congregazione Suore di S. Dorotea della Frassinetti). La seva festivitat és l'11 de juny.

## Biografia
Paula va néixer el 3 de març de 1809 a Gènova, filla de Giovanni Battista Frassinetti, un comerciant de teles, i la seva dona, Angela. La tercera de cinc fills, els seus quatre germans, tots es van convertir en sacerdots. Quan tenia nou anys, la seva mare va morir i va arribar una tia per ajudar amb la llar. Tres anys més tard, la seva tia va morir, i als dotze anys, Paula va assumir la responsabilitat.
A l'edat de dinou anys, Paula es va quedar amb el seu germà Giuseppe, un sacerdot al poble costaner de Quinto a Ligúria. El 1834 ella i sis dones formaren una petita comunitat anomenada "Filles de la Santa Fe". El Pare Giuseppe i els membres de la parròquia van començar una petita escola en una església dedicada a Santa Clara. Les germanes ensenyaven a l'escola i anaren a Gènova per ajudar-lo durant una epidèmia de còlera.
El 1835, el Pare Luca Passi, de Bèrgam, un amic del seu germà Giuseppe, va demanar a Paula si ella assumiria la Pia Obra de Santa Dorotea, un projecte que havia fundat per servir als joves més pobres i els més necessitats. Posteriorment, les Filles de la Santa Fe es van donar a conèixer com les Germanes de Santa Dorotea. El 19 de maig de 1841, Paula establí una casa a Roma. El treball de l'institut s'expandí més enllà de Ligúria i Roma, a altres parts d'Itàlia,establint-se noves cases, internats i orfenats. Més tard, les germanes establiren a Malta, Portugal i Brasil. Al Regne Unit, les germanes dirigiren una residència d'estudiants internacionals i participen en el ministeri parroquial.
Va morir l'11 de juny de 1882 de resultes d'una pneumònia a la que seguiren diversos infarts.
El seu cos va ser descobert incorrupte el 1906.

## Veneració
Paula va ser beatificada pel Papa Pius XI el 8 de juny de 1930 i canonitzada l'11 de març de 1984 pel Papa Joan Pau II.

## Llegat
Actualment hi ha unes 1.200 germanes actives a Europa, Amèrica Llatina, Àfrica i Àsia.

## Citacions
«Treballa amb total simplicitat»
«Estem a les mans de Déu, i estem tan bé»
«La nostra missió és educar a través del cor i l'amor»